# Масанцаго
Масанцаго (итал. Massanzago) је насеље у Италији у округу Падова, региону Венето.
Према процени из 2011. у насељу је живело 3397 становника. Насеље се налази на надморској висини од 17 м.

## Становништво
Према резултатима пописа становништва 2011. у општини је живело 5.872 становника.
| 1931. | 1936. | 1951. | 1961. | 1971. | 1981. | 1991. | 2001. | 2011. |
| ----- | ----- | ----- | ----- | ----- | ----- | ----- | ----- | ----- |
| 2.991 | 2.987 | 3.122 | 2.792 | 2.620 | 2.898 | 3.543 | 4.703 | 5.872 |